# Orthotomus derbianus
L'uccello sarto di Luzon (Orthotomus derbianus F.Moore, 1855) è un uccello della famiglia Cisticolidae, endemico delle Filippine.